# شره (مسلسل تلفزيوني)
شره (بالإنجليزية: Insatiable) هو مسلسل تلفزيوني على الويب أمريكي من نوع الكوميديا دراما السوداء من كتابة لورن غوسيس وبطولة دالاس روبرتس وديبي رايان. المسلسل مبني على مقال لنيويورك تايمز لعام 2014 بعنوان «ملكة ملكة ألاباما» بقلم جيف تشو. تم عرض الموسم الأول على نتفليكس في 10 أغسطس 2018. في سبتمبر 2018، تم تأكيد توفر الموسك الثاني من المسلسل، والذي تم عرضه لأول مرة في 11 أكتوبر 2019.

## وصلات خارجية
- شره على موقع IMDb (الإنجليزية)
- شره على موقع ميتاكريتيك (الإنجليزية)
- شره على موقع روتن توميتوز (الإنجليزية)
- شره على موقع نتفليكس (الإنجليزية)
- شره على موقع فيلمافينيتي (الإسبانية)
- شره على موقع كينوبويسك (الروسية)
- شره على موقع ألو سيني (الفرنسية)
- شره على موقع قاعدة بيانات الفيلم (الإنجليزية)